# Valene Kane

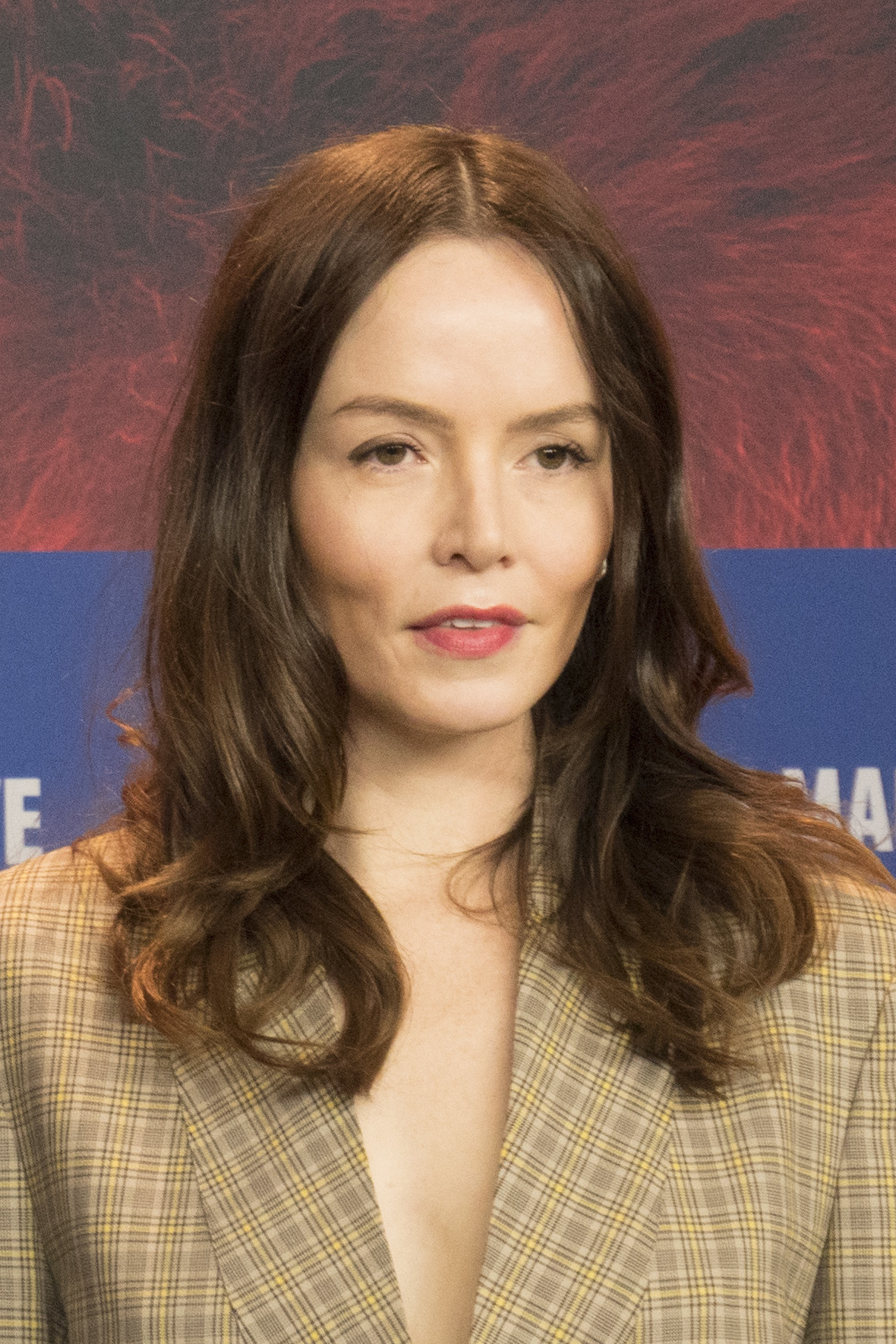
Valene Kane im Jahr 2018

Valene Kane (* 30. Januar 1987 in Newry) ist eine nordirische Schauspielerin.

## Leben
Kane wuchs in Newry, County Down auf. Sie war Schülerin der Sacred Heart Grammar School und der Annmarie Morgan School of Dance. Ab dem Alter von 15 Jahren war sie Teil des Nationalen Jugendtheaters. Sie verließ Nordirland mit 18 und besuchte in London die Central School of Speech and Drama. Seit 2009 war sie in mehr als 20 Film- und Fernsehproduktionen zu sehen.

## Filmografie (Auswahl)
- 2010: The Fading Light
- 2011: War Games
- 2012: Jump
- 2013–2016: The Fall – Tod in Belfast (The Fall, Fernsehserie)
- 2014: '71
- 2015: Victor Frankenstein – Genie und Wahnsinn (Victor Frankenstein)
- 2016: Thirteen – Ein gestohlenes Leben (Thirteen, Miniserie)
- 2016: Murder (Fernsehserie)
- 2016: Rogue One: A Star Wars Story
- 2017: ExPatriot
- 2017–2019: The Other Guy (Fernsehserie)
- 2018: Profile
- 2018: Sonja: The White Swan
- 2019: First Person: A Film About Love
- 2019: Counsel (Fernsehfilm)
- 2020: Nowhere Special
- 2020–2022: Gangs of London (Fernsehserie)
- 2023: Blue Lights (Fernsehserie)
- 2023: The Winter King (Fernsehserie)

## Auszeichnungen und Nominierungen
- 2017 BBC Audio Drama Awards[1]